# Sunderland 'Til I Die
Sunderland 'Til I Die (en español, «Del Sunderland hasta la muerte») es una serie documental sociocultural deportiva británica, estrenada por Netflix el 14 de diciembre de 2018 y producida por la compañía Fulwell 73. Es una docuserie que sigue todos los acontecimientos de la temporada 2017-18 del Sunderland mientras lucha por recuperarse después de descender de la Liga Premier, la máxima división del fútbol inglés.
En un comunicado de prensa, Fulwell 73 explicó que la docuserie: "...llevaría a su audiencia a sentir los altos y bajos de la primera temporada del SAFC en la segunda división inglesa luego de su dolorosa relegación el año anterior."
El 1 de abril de 2020 se estrenó la segunda temporada, centrada en el paso del equipo por la English Football League One durante la temporada 2018-19.

## Producción
El entonces propietario del Sunderland, Ellis Short, originalmente aceptó que se realice una filmación extensa entre bastidores en el verano de 2017 sobre la base de que atraería a posibles inversores. El club inglés Sunderland ya había sido el foco de documentales anteriores, como Premier Passions de 1998 (la cual también documentó un descenso) y su secuela, Premier Pressures de 1999.
La productora audiovisual Fulwell 73 (que antes había producido el aclamado documental de fútbol The Class of '92 y cuyos administradores eran seguidores del Sunderland) había expresado interés en comprar al Sunderland en junio de 2017 poco antes del comienzo de la filmación, sin embargo declinaron su decisión debido a sus compromisos laborales. En una entrevista con Roker Report, un pódcast popular sobre el club, Leo Pearlman y Ben Turner, productores ejecutivos del documental, revelaron antes del lanzamiento de la serie que habían estado intentando producir material para el club por un tiempo y que incluso se habían ofrecido a producir un DVD de final de temporada de forma gratuita.
Las filmaciones comenzaron en junio de 2017 con la expectativa de que Sunderland revertiría su situación y volvería nuevamente a la Premier League. El entrenador Chris Coleman admitió sentirse incómodo con las grabaciones, las cuales se daban cuando reemplazó a Simon Grayson como director técnico del club en plena temporada y difícil momento. Coleman describió la atención constante de cámaras a cualquier suceso como 'algo antinatural'. La serie no incluye escenas de camerinos con frases memorables y vítores como en el caso de Premier Passions pues Coleman afirmó: "Solo metí los talones para que no filmen nada en mi camerino. Eso se ha mantenido separado."
El documental culmina con la salida de Short como propietario y la llegada al mando de Stewart Donald, tras un segundo descenso consecutivo.
El estreno del primer episodio se llevó a cabo en el Sunderland Empire Theatre el 5 de diciembre de 2018, con asistencia de la prensa local, futbolistas del Sunderland, trabajadores de la institución y un grupo de 200 seguidores del club que habían sido elegidos mediante un sorteo.
El video de apertura fue creado por Alchemy Studio y muestra íconos del pasado industrial de la ciudad de Sunderland acompañados de la canción «Shipyards», interpretado por la banda local The Lake Poets.
Actualmente más filmaciones se llevan a cabo durante la temporada 2018-19, en vista de producir una segunda serie. Según contó Turner a BBC Sport en febrero de 2019, han recibido mayores facilidades tras el cambio de presidencia.

## Episodios
| N.º | Título                                          | Partidos documentados | Fecha de emisión original |
| --- | ----------------------------------------------- | --- | ------------------------- |
| 1 | «Blinded by the Light» «Cegados por la luz»     | Sunderland 0–5 Celtic | 14 de diciembre de 2018   |
| El Sunderland, tras el doloroso descenso y con toda la presión de sus hinchas más apasionados, arranca la campaña en segunda división.                                  |                                                 | |                           |
| 2 | «We Can't Walk Away» «Nunca abandonar»          | Sunderland 1–1 Derby County / Norwich City 1–3 Sunderland / Bury 0–1 Sunderland / Carlisle United 1–2 Sunderland / Sheffield Wednesday 1–1 Sunderland / Sunderland 0–2 Leeds United / Barnsley 3–0 Sunderland | 14 de diciembre de 2018   |
| Después de un arranque prometedor, la falta de recambio queda en evidencia y los problemas de presupuesto no dejan mucho margen para las incorporaciones.               |                                                 | |                           |
| 3 | «Plastic Shoes» «Zapatos de plástico»           | Sunderland 1–2 Sheffield United / Sunderland 0–1 Nottingham Forest / Ipswich Town 5–2 Sunderland / Brentford 3–3 Sunderland / Sunderland 3–3 Bolton                                                           | 14 de diciembre de 2018   |
| Hinchas y jugadores se frustran por igual cuando el equipo entra otra vez en la zona de descenso. El director técnico Simon Grayson camina por el borde del precipicio. |                                                 | |                           |
| 4 | «Rocking and Rolling» «Volver al rock and roll» | Middlesbrough 1–0 Sunderland / Sunderland 2–2 Millwall / Burton Albion 0–2 Sunderland / Sunderland 1–0 Fulham                                                                                                 | 14 de diciembre de 2018   |
| Un batacazo en el Estadio de la Luz renueva las esperanzas del equipo, pero se acerca la Navidad y el primer triunfo de local todavía no llega.                         |                                                 | |                           |
| 5 | «Sticking Plasters» «Soluciones temporales»     | Sunderland 0–1 Barnsley / Birmingham City 3–1 Sunderland | 14 de diciembre de 2018   |
| La época de pases se complica cuando los dueños del equipo se niegan a invertir en el club mientras un jugador con pocos minutos de juego cobra un contrato altísimo.   |                                                 | |                           |
| 6 | «No Guarantees» «No hay garantía»               | Bristol City 3–3 Sunderland / Sunderland 0–2 Brentford / Bolton 1–0 Sunderland / Sunderland 3–3 Middlesbrough                                                                                                 | 14 de diciembre de 2018   |
| Los lesionados son cada vez más y el equipo no levanta cabeza, pero la vuelta de un jugador clave podría ser el revulsivo que necesitan para salir del pozo.            |                                                 | |                           |
| 7 | «Changing the Landscape» «Cambio de aire»       | Millwall 1–1 Sunderland / Sunderland 0–3 Aston Villa / Derby County 1–4 Sunderland / Sunderland 1–2 Burton Albion                                                                                             | 14 de diciembre de 2018   |
| La temporada entra a la recta final y la desesperación se apodera de todos. Una cara conocida vuelve con otros colores. Un jugador comete un error desafortunado.       |                                                 | |                           |
| 8 | «A Fresh Start» «Volver a empezar»              | Sunderland 3–0 Wolverhampton Wanderers | 14 de diciembre de 2018   |
| Con nubarrones en el horizonte, el plantel y el cuerpo técnico analizan los pasos a seguir. Los hinchas, mientras tanto, juran lealtad eterna al equipo de sus amores.  |                                                 | |                           |

| 9 | «A Role in the Renaissance» «Un papel en el renacimiento» | Sunderland 2–1 Charlton | 1 de abril de 2020 |
| El nuevo propietario Stewart Donald y el director Charlie Methven comienzan la ardua tarea de sacar al club de la ruina financiera mientras triunfan en el campo jugando en la EFL One.                                            |                                                           | |                    |
| 10 | «The Old-Fashioned Way» «El camino anticuado»             | Gillingham 1–4 Sunderland / Wimbledon 1-2 Sunderland / Sunderland 4-1 Rochdale / Shrewsbury Town 0-2 Sunderland                                                              | 1 de abril de 2020 |
| Las frustraciones de Stewart con los agentes aumentan durante las negociaciones contractuales del club con jugadores clave, incluido el joven goleador Josh Maja.                                                                  |                                                           | |                    |
| 11 | «Pride, Passion and Loyalty» «Orgullo, pasión y lealtad»  | Sunderland 4-2 Barnsley / Sunderland 1-0 Bradford City | 1 de abril de 2020 |
| En medio de las preocupaciones sobre la cultural laboral del club, Charlie pone en marcha un plan de marketing agresivo para atraer a la multitud más grande en la historia de la EFL One.                                         |                                                           | |                    |
| 12 | «Playing Poker» «Jugando al Póker»                        | Oxford United 1-1 Sunderland / Sunderland 1-1 Blackpool / Sunderland 4-2 Gillingham                                                                                          | 1 de abril de 2020 |
| El club se encuentra en la necesidad de conseguir un delantero para reforzar las posibilidades de ascender, Stewart corre contra el tiempo para fichar a un jugador clave antes del cierre del mercado invernal de transferencias. |                                                           | |                    |
| 13 | «The Time for Men» «El tiempo para los hombres»           | Sunderland 4-0 Newcastle United Sub-21 / Bristol Rovers 0-2 Sunderland / Portsmouth 1-1 (2-2 t.s. 5-4 pen.) Sunderland                                                       | 1 de abril de 2020 |
| El equipo llega a la final del English Football League Trophy en el Estadio de Wembley, esto llena de orgullo y emoción a los sufridos fanáticos, que hacen un viaje multitudinario a Londres.                                     |                                                           | |                    |
| 14 | «Football Is Life» «El fútbol es vida»                    | Sunderland 4-5 Coventry City / Fleetwood Town 2 - 1 Sunderland / Sunderland 1-1 Portsmouth / Sunderland 1-0 Portsmouth / Portsmouth 0-0 Sunderland / Sunderland 1-2 Charlton | 1 de abril de 2020 |
| Un enfoque singular en la promoción de ascenso consume a los jugadores, la gerencia y los fanáticos, que no quieren soportar otra temporada en la EFL One.                                                                         |                                                           | |                    |